# Masanobu Izumi
Masanobu Izumi (jap. 泉 政伸 Izumi Masanobu; ur. 8 kwietnia 1944) – były japoński piłkarz, reprezentant kraju.

## Kariera klubowa
Od 1967 do 1976 roku występował w klubie Toyota Motors.

## Kariera reprezentacyjna
W reprezentacji Japonii zadebiutował w 1965.

## Statystyki
| Reprezentacja Japonii | Reprezentacja Japonii | Reprezentacja Japonii |
| Rok                   | Mecze                 | Gole                  |
| --------------------- | --------------------- | --------------------- |
| 1965                  | 1                     | 0                     |
| Razem                 | 1                     | 0                     |